# なくしたピース
『なくしたピース』は、たがみよしひさの漫画短編集。1991年、学習研究社・ノーラコミックスデラックスより発行。また、その表題作であるオムニバス形式の漫画作品。
表題作「なくしたピース」（新書館・ウィングス掲載）をはじめ、収録作品はすべて他社の漫画雑誌に掲載されたものであり、学習研究社の漫画雑誌に掲載されていた作品は収録されていない。

## 収録作品
『田舎の仮面』と『なくしたピース I. 人魚の海で…』はフルカラー作品。
- 田舎の仮面（講談社・週刊コミックモーニング 1987年第46号）
- なくしたピース（新書館・ウィングス）

I. 人魚の海で…（1986年11月号）
II. 土の壁（1987年3月号）
III. 雨の中（1987年4月号）
IV. わすれ川（1987年8月号）
V. 樹蘭（1988年1月号）
VI. 23時23分（1988年4月号）
- 妄想超人マイナマン（ウィングス 1985年12月号）
- 怒りのルドラ（講談社・コミックモーニングパーティー増刊 1985年第1号）
- 軽井沢EXPRESSION（JTBパブリッシング・るるぶ軽井沢　1989年度版）
- あとがきまんが（描き下ろし）